# Pterotricha procera
Pterotricha procera är en spindelart som först beskrevs av O. Pickard-Cambridge 1874.  Pterotricha procera ingår i släktet Pterotricha och familjen plattbuksspindlar. Inga underarter finns listade i Catalogue of Life.